# 武田國男
武田 國男（たけだ くにお、1940年（昭和15年）1月15日 - 2024年（令和6年）6月8日）は、日本の実業家。武田薬品工業代表取締役会長CEO、日本経済団体連合会副会長、関西経済連合会副会長を務めた。

## 人物・来歴
父・武田鋭太郎（後に六代目武田長兵衛を襲名）、母・繁子（十代目國分勘兵衛の娘）の三男として兵庫県住吉村（現：神戸市）に生まれる。長兄・彰郎（34年生）、次兄・誠郎（35生）の三兄弟で武田家住吉別邸（銜艸居、現：武田資料館）で育つ（長男は大阪・道修町本邸に住まい後継者として教育を受ける）。1944年甲南幼稚園に入園するが、母と2人で丹波大山に疎開。戦後は、住吉別邸がアメリカ軍によって自宅の3分の2が接収され、同居生活を送る。
1955年に甲南高等学校に進学し、山岳部に入部。1958年には甲南大学経済学部に進む。それまで一度も入学試験を受けたことがなかった為、授業について行けず、大学時代は、神戸・三宮のパチンコ屋に通うのが日課であったという。
1962年に武田薬品に入社。経理部事業計算課に配属される。
1974年、六代目武田長兵衛が会長に退き、副社長の小西新兵衛が社長となる。小西の社長就任は、六代目の長男・彰郎へ世襲するまでの繋ぎだったという。1781年に創業した武田薬品は、1981年の創業200周年を機に、彰郎を社長に昇進させるべく、準備が進められていた。ところが、1980年2月、彰郎はジョギング中に倒れ46歳で急逝。さらに六代目も、長男の死に大きなショックを受け、9月に死去してしまう。兄の死後、病床の父を見舞った國男は、「なんでくだらんお前が生きとるんや。彰郎の代わりに、このアホが死んどってくれたらよかったんや」と父の目が語っていたと述べている。國男は、武田薬品で本流の医薬事業に歩むことなく、傍流の国際部門に永らく配置されていた。創業家一族のエリート社員とは遇されていなかったのである。
1981年、小西は後任の社長に叩き上げの倉林育四郎を指名。倉林以降は、梅本純正（厚生事務次官）、森田桂が社長を務める。この間、國男は小西の指示により、米国・アボット・ラボラトリーズとの合弁会社、TAPファーマシューティカル・プロダクツのエグゼクティブ・バイスプレジデントとして派遣され、武田薬品の米国本格進出に際して上市する製品として、当初の予定であった抗生物質ではなく前立腺癌の治療薬を社内の反対を押し切って投入した。これが功を奏して武田薬品の米国事業が成長軌道に乗った。なお、当時既に抗生物質製剤は、米国内では価格競争が進み成熟から衰退期に差し掛かっており、武田薬品が抗生物質を上市しても採算が取れる見込みは殆どなかったことが後に明らかになった。このときの判断は、経営者としての判断力を表すエピソードである。
1987年に取締役に選任され、常務、専務・医薬事業部長を経て、1992年に副社長、翌1993年社長に就任した。 國男の社長登用を強引に進めたのは小西だったという。
社長になると、海外で武田薬品とは比較にならない位に大規模な欧米の製薬会社を間近に見て憶えた強烈な危機感が、武田薬品の大改革実行へと突き動かすこととなる。途中、膀胱癌を患い自らの生命の危機に瀕しながらも、徹底的な社内改革と人事制度刷新を進めた。ノンコア事業であった動物向け医薬品、ビタミンバルク製造や食品、化学品、農薬などを次々に切り離し、コア事業である医薬品事業への経営資源の「選択と集中」を中心とした大改革を行った結果、2002年3月期、社長9年目の連結決算で売上高1兆円を達成、純利益は2356億円。武田薬品の営業利益3.4倍、時価総額は3倍となり注目される。また、武田薬品コンプライアンス・プログラムを実施し、企業倫理、コンプライアンスを重視した経営は、高く評価されている。
2009年6月に会長を退任し、相談役や顧問などの役職には就かなかった。株主総会では「私も来年の総会から皆さんと同じ株主席に据わる事になる。その立場から武田薬品の成長を今後も見守っていきたい」と語った。このほか、会長退任まで、毎年北海道マラソンにスポンサー代表として参加。表彰式のプレゼンターなどを務めていた。
2024年6月8日、老衰のため神戸市内の病院で死去した。84歳没。
座右の銘は、「行くに径に由らず（ゆくにこみちによらず）」。

## 家族・親族
妻は青森県の食品メーカーワダカンの創業者・和田寛次郎の次女で、妻の妹二人は伊藤ハムと瀧定の創業家一族に嫁いだ。二女は馬術選手の武田麗子。義理の息子（麗子の夫）に2024年パリオリンピック総合馬術団体の銅メダリストの大岩義明がいる。

## 略歴
- 昭和37年3月 - 甲南大学経済学部経済学科卒業
- 昭和37年4月 - 武田薬品工業株式会社入社
- 昭和62年6月 - 同社取締役就任
- 平成元年6月 - 同社常務取締役就任
- 平成3年6月 - 同社専務取締役就任
- 平成4年6月 - 同社代表取締役副社長就任
- 平成5年6月 - 同社代表取締役社長就任
- 平成13年7月 - 大阪日米協会会長就任[7]
- 平成15年6月 - 同社代表取締役 取締役会長 兼 最高経営責任者(CEO)就任
- 平成21年6月 - 同社代表取締役 取締役会長 兼 最高経営責任者(CEO)退任

## 団体・公職歴
- 平成8年2月 - 大阪医薬品協会理事
- 平成8年3月 - 日本製薬団体連合会理事
- 平成8年11月 - 大阪商工会議所1号議員
- 平成9年6月 - 日本製薬工業協会常任理事
- 平成11年5月 - （社）関西経済連合会副会長
- 平成14年7月 - 日本放送協会経営委員会委員
- 平成15年5月 - （社）日本経済団体連合会副会長

## 著書
- 『落ちこぼれタケダを変える 私の履歴書』日本経済新聞社出版局、2005年6月。ISBN 978-4532312305。
  - 『落ちこぼれタケダを変える 私の履歴書』日経ビジネス人文庫、2007年10月。ISBN 978-4532194161。